# سوسک زنبوری چندرنگ
سوسک زنبوری چندرنگ (نام علمی: Chlorophorus varius) گونه‌ای از زیرخانواده شاخک‌درازیان می‌باشد. طول این سوسک ۸ تا ۱۴ میلی‌متر است.